# Germylene

Allgemeine Struktur von Germylenen

Germylene sind eine Klasse an germaniumorganischen Verbindungen und gehören zu den Tetrylenen. Als solche haben sie die allgemeine Summenformel R2Ge.

## Darstellung
Germylene können auf verschiedene Arten hergestellt werden. Zum einen besteht die Möglichkeit des Umsetzens eines Germols mit einem Arin (zum Beispiel Dehydrobenzol). Dabei bildet sich zunächst ein Germabenzonorbornadien, welches sich unter thermischer Einwirkung zum korrespondierenden Germylen und Naphthalen zersetzt.

Synthese von Germylenen aus der Umsetzung von Germolen mit Arinen über Germanorbornadiene

Eine weitere Möglichkeit zur Synthese von Germylenen ist die reduktive Dehalogenierung von Dihalogenierten Germanen.

Synthese von Germylenen durch reduktive Dehalogenierung (X = Cl, Br, I)

Weiterhin zersetzen sich viele Oligogermane photolytisch unter Abspaltung von Germylenen.

Photolytische Zersetzung eines cyclischen Digermans zu einem Germylen und einem German

Als vierte Möglichkeit besteht die Transmetallierung von Germaniumdichlorid mit Lithium- oder Natriumorganylen.

Synthese von Germylenen durch Transmetallierung (X = Cl; M = Na, Li)

## Struktur und Stabilität
Germylene sind niedervalente Verbindungen mit einem Divalenten Germaniumatom in der Oxidationsstufe +II. Entsprechend befinden sich noch zwei Elektronen am Germaniumatom, die keine Beiträge zu den Bindungen leisten. Da Germylene in der Regel im Singulettzustand vorliegen, bedeutet das, dass sich am Germaniumatom ein freies Elektronenpaar und ein vakantes p-Orbital befinden. Dadurch können Germylene sowohl als Elektronendonoren als auch als Elektronenakzeptoren fungieren. Germylene sind bei gleicher Substitution schlechtere Donoren und bessere Akzeptoren als Silylene und gleichzeitig stärkere Donoren und schwächere Akzeptoren als Stannylene.

Das freie Elektronenpaar am Germanium
Das vakante p-Orbital am Germanium

Viele Parameter, mit denen sich die Reaktivität beschreiben lässt wie der Singulett-Triplett- oder der HOMO-LUMO-Abstand sind dabei stark von den Liganden und ihren elektronischen und sterischen Einflüssen abhängig.

## Reaktivität
Insbesondere nicht-stabilisierte Germylene und Germylene ohne sterische Abschirmung neigen zur Di- oder Oligomerisierung. Die Dimere weisen dabei wie die meisten schweren Alkenhomologen nicht-klassische Doppelbindungen auf und liegen in einer trans-bent-Geometrie vor.

Dimerisierung von Germylenen

Des Weiteren können Germylene [2+4]-Cycloadditionsreaktionen eingehen.

[2+4]-Cycloadditionsreaktion eines Germylens

Außerdem sind Germylene dazu in der Lage, in diverse σ-Bindungen zu insertieren. Beispiele finden sich zum Beispiel für E–H- (E = H, B, C, N, O, Si, Ge), C–X (X = Cl, Br), C–E (E = N, O, S, Hg) oder S–S-Bindungen.
In ihrer Funktion als σ-Donor können sie auch als Donorliganden dienen. Analog können sie auch durch ihr vakantes Orbital als σ-Akzeptoren fungieren.

Ein germylenbasierter Pincerligand in einem Nickelkomplex
Das GeCl2–Dioxan-Addukt